# 直落垵

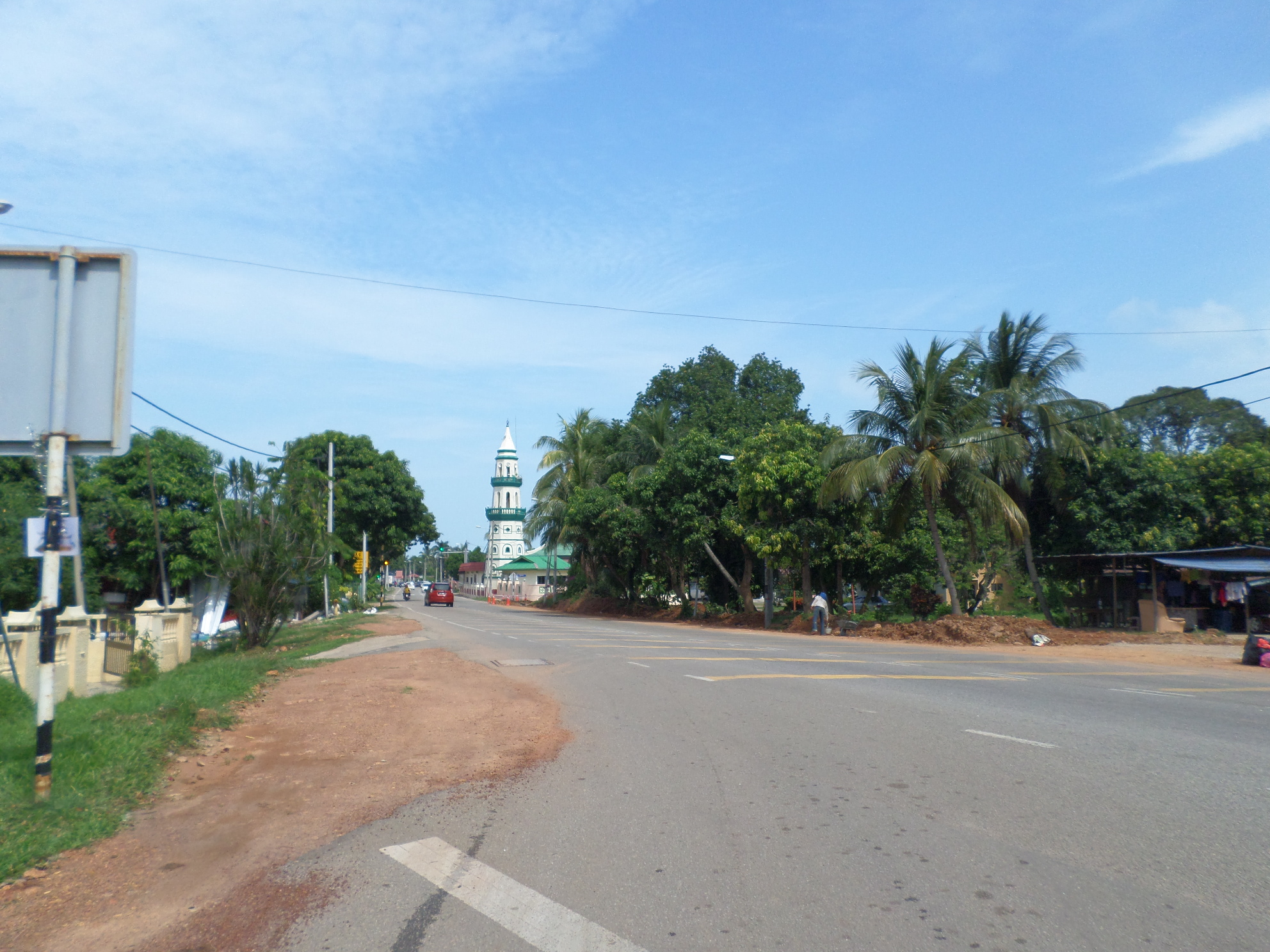
直落垵

直落垵  是马六甲中央县其中一座小镇，距离马六甲市中心大约11公里。该镇在联邦公路5号，位于阿赖 (Alai)和柏奴 ()之间。